# 鎌田哲生 (脚本家)
鎌田 哲生（かまた てつお、1980年12月25日 - ）は、大阪府出身の脚本家、映像ディレクター。本名：鎌田 哲郎（かまた てつお）。

## 経歴
2004年大阪芸術大学映像学科卒。卒業後、映画やドラマの助監督として経験を積む。2013年、ニューヨーク留学中に製作したミュージックビデオ「Walker Lukens『Dear Someone』」でロサンゼルス・ムービー・アワードやニューポート国際フィルムフェスティバル等、世界各国の賞を受賞。2017 年よりミュージカル『刀剣乱舞』の MV ディレクターとして「勝利の凱歌」他を担当。現在、フリーランスの脚本家・映像ディレクターとして活動中。

## 脚本作品

### 映画
- 2023 赤ずきん、旅の途中で死体と出会う。[1]
- 2022 ブラックナイトパレード
- 2022 小説の神様 君としか描けない物語
- 2015 杉原千畝 スギハラチウネ
- 2013 ふみだい食堂　※構成脚本
- 2008 梨の花は春の雪　※共同脚本

### ドラマ
- 2024 Amazon Originalドラマ「沈黙の艦隊 シーズン1～東京湾大海戦～」
- 2012 東野圭吾ミステリーズ 第六話「シャレードがいっぱい」
- 2012 東野圭吾ミステリーズ 第四話「レイコと玲子」　※脚本協力

## 監督作品

### MV
- 2023 鶴丸国永『残像』
- 2023 大倶利伽羅『REASON』
- 2022 刀剣男士 formation of 江水散花雪『お前が知ってる』
- 2022 刀剣男士 formation of パライソ『Free Style』
- 2021 刀剣男士 formation of 心覚『焔』
- 2021 刀剣男士 team新撰組 with蜂須賀虎徹『Scarlet Lips』
- 2019 刀剣男士 formation of 三百年『鼓動』
- 2018 刀剣男士 team幕末 with巴形薙刀『決戦の鬨』
- 2018 Nissy(西島隆弘)『Relax & Chill』
- 2018 刀剣男士 formation of つはもの『BE IN SIGHT』
- 2017 刀剣男士 formation of 三百年『勝利の凱歌』
- 2013 Walker Lukens『Dear Someone』

### WEB PROMOTION
- 2020 マウスコンピューター『DAIV - プロモーションムービー 藍井エイル×ケンモチヒデフミ(水曜日のカンパネラ)編』
- 2019 マウスコンピューター『G-Tune - せきぐちあいみ VRアート編』
- 2019 マウスコンピューター『DAIV - Kasai Yusuke × SIRUP「Evergreen」』
- 2017 マウスコンピューター『DAIV - PROJECTION MAPPING編』
- 2017 マウスコンピューター『DAIV - 桐島ローランド編』
- 2016 Yahoo!映画 / ファンタスティックビースト特設サイト用動画
- 2016 明治大学 / 留学生用大学紹介動画
- 2015 Microsoft『【People Windows】 - 写真家 桐島ローランド編』

### CM
- 2020 『オープンハウス - 買取再販』
- 2020 『オラレ日南』
- 2018 『京急電鉄 西武鉄道 - 沿線ジマン対決』
- 2017 『メキシコ産アボカド』
- 2016 『アイフルホーム - 高性能編』

### DOCUMENTARY
- 2022 ミュージカル『刀剣乱舞』 ～静かの海のパライソ～『Documentary of 静かの海のパライソ』
- 2020 ミュージカル『刀剣乱舞』 〜幕末天狼傳〜『Documentary of 幕末天狼傳』
- 2016 Flower『THIS IS Flower』

### ショートムービー
- 2017 ハンサムフィルムフェスティバル『主役遊戯』

### WEB
- 2021 Dream Stage -読奏劇-
- 2020 Dream Stage -読奏劇-

## 助監督作品

### 映画
- 2014 ハロー!純一
- 2010 スマグラー -おまえの未来を運べ-
- 2005 ミラクルバナナ

### TV
- 2013 変身インタビュアーの憂鬱
- 2010 熱海の捜査官

## 受賞歴

### Walker Lukens 『Dear Someone』
- Los Angeles Movie Awards 2013[2] (Award Of Excellence / Best Editing)
- 2013 Honolulu Film Award (Aloha Accolade Winner)
- WILLIAMSBURG INTERNATIONAL FILM FESTIVAL 2013 (Outstanding Achievement)
- Awareness Festival (MERIT AWARD OF AWARENESS)
- Newport International Film Festival 2013 (BEST SHORT FILM)
- Nevada International Film Festival (Golden Reel Award Winners)
- ONECLOUDFEST (OCF Finalists 2013)
- WOODSTOCK FILM FESTIVAL 2013 (OFFICIAL SELECTION)
- Action/Cut Short Film Competition 2013 (SEMI-FINALISTS)
- American Online Awards (Official selection)
- St Albans International Film Festival (OFFICIAL SELECTION)
- DC SHORTS FILM FESTIVAL 2013 (OFFICIAL SELECTION)
- AOF International Film Festival (OFFICIAL SELECTION)
- British Independent Film Festival 2014 (OFFICIAL SELECTION)